# Talanga lucretila
Talanga lucretila is een vlinder uit de familie van de grasmotten (Crambidae), uit de onderfamilie van de Spilomelinae. De wetenschappelijke naam van deze soort is voor het eerst voorgesteld als Margaronia lucretila door Charles Swinhoe in een publicatie uit 1901.
De soort komt voor op de Solomonseilanden.